# Mả ngụy

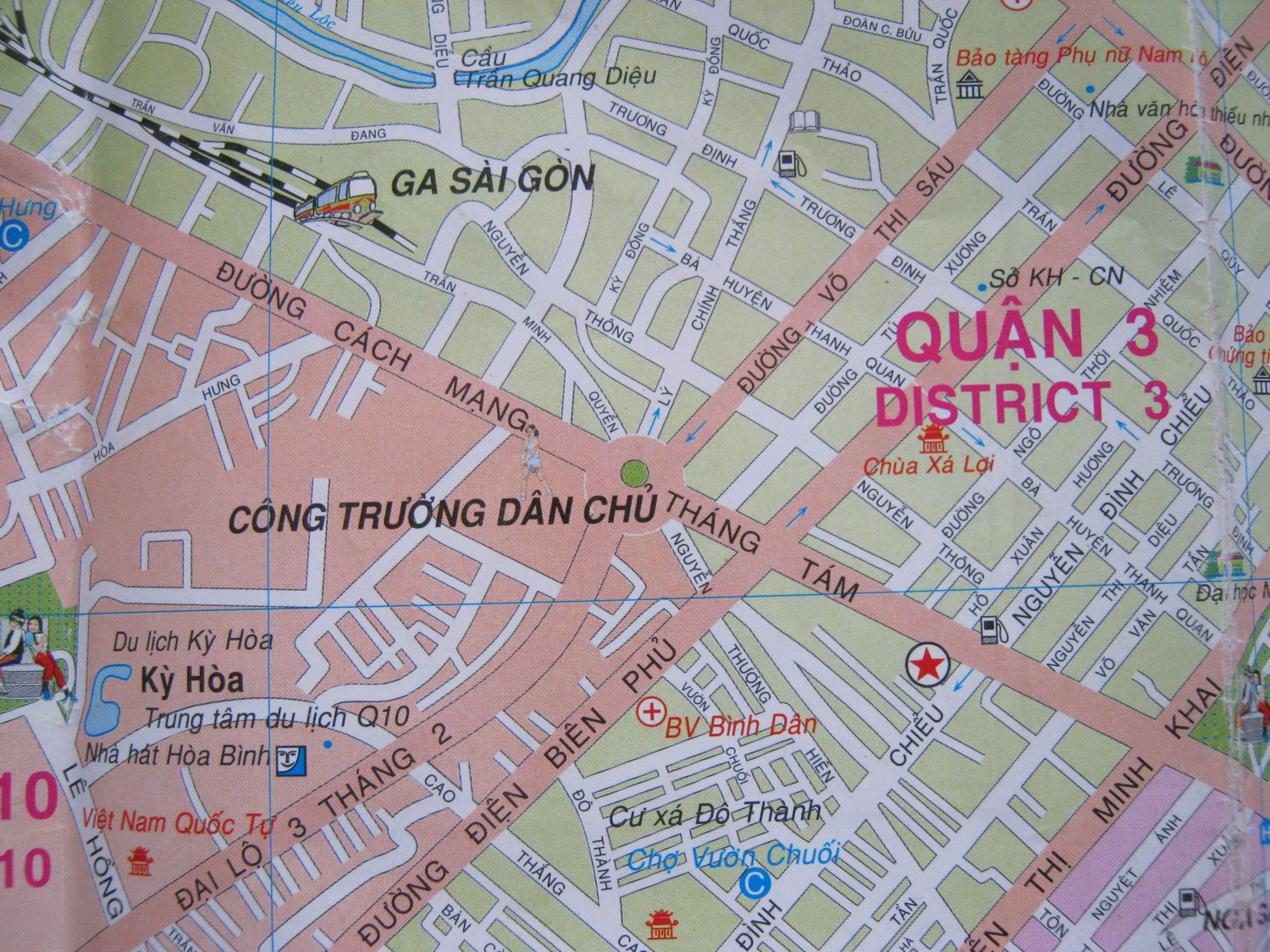
Bản đồ mô tả khu vực Mả ngụy

Mả ngụy hay Mả biền tru là một mồ chôn tập thể những người tham gia hoặc liên quan cuộc nổi dậy Lê Văn Khôi (1833-1835) ở thành Phiên An (còn gọi là thành Gia Định, thành Sài Gòn).
Cuộc khởi nghĩa ban đầu thành công, quân nổi dậy đã chiếm được thành Phiên An và các tỉnh Nam Kỳ. Song đến ngày 16 tháng 7 năm Ất Mùi (tức 8 tháng 9 năm 1835), khi quân triều đình chia làm 8 mũi, tấn công ồ ạt vào thành, quân nổi dậy chống cự không nổi, bị thua trận. Quân nổi dậy và dân chúng (gồm già trẻ, trai gái) ở trong và bên ngoài thành vài dặm, cả thảy 1.831 người đều bị giết chết và chôn chung một chỗ, và gọi là Mả ngụy hay Mả biền tru .
Sách Đại Nam chính biên liệt truyện (mục Lê Văn Khôi), chép: 
...Bè đảng a dua, không cứ già trẻ trai gái, ở trong và ở vài dặm ngoài thành (đều) chém ngay, rồi đào một hố to vất thây lấp đất, chồng đá làm gò dựng bia khắc đây là "nơi bọn nghịch tặc bị giết, để tỏ quốc pháp" .
Vị trí ngôi mộ chung đó, theo nhà nghiên cứu Nguyễn Đình Đầu, nằm ở gần Mô Súng, tức khoảng gần Ngã Sáu (Công trường Dân Chủ), đường Cách mạng Tháng Tám và đầu đường 3 tháng 2, thuộc Thành phố Hồ Chí Minh ngày nay (xem bản đồ).
Khác biệt một chút so với vị trí trên, có hai ý kiến sau:
- Một là của Lê Văn Phát trong quyển Khảo về Tả quân Lê Văn Duyệt (xuất bản năm 1924 tại Sài Gòn). Tác giả cho biết: Mả ngụy ở gần trường đua ngựa cũ, thuộc làng Chí Hòa, tại góc đường Thuận Kiều (trước 1975 đổi tên là Lê Văn Duyệt, và nay là Cách mạng Tháng Tám) và Général Lizé (trước 1975 đổi tên là Phan Thanh Giản, và nay là đường Điện Biên Phủ)[5].
- Hai là của Đặng Văn Ký, tự Minh Tải. Theo ông thì Mả ngụy ở khoảng bệnh viện Bình Dân (thuộc Quận 3). Từ đường Lê Văn Duyệt (nay là Cách mạng Tháng Tám) vào Chợ Lớn (thuộc Quận 5), mả nằm phía tay mặt đường Điện Biên Phủ ngày nay, tức phía đối diện với bệnh viện[6].